# Ініціатива (шахи)
Ініціатива (лат. initium — зачин, початок) — в шахах прояв активності з метою: 
- надати діям своїх фігур атакувального характеру,
- змусити суперника розпочати тривалий захист.

## Теорія
Розвиток ініціативи означає насамперед посилення взаємодії своїх фігур і дезорганізацію гри суперника. Заради заволодіння ініціативою можна піти на тимчасові позиційні поступки чи матеріальні жертви. 
Боротьба за ініціативу починається в дебюті. Захоплення ініціативи в дебютній стадії — основна тенденція сучасної стратегії білих. Тоді як стратегія чорних — прагнення до повноправної гри з перших ходів . Таким чином, обидві сторони намагаються порушити початкову рівновагу в дебюті та захопити ініціативу. 
Правильна оцінка фактору ініціативи вимагає обов'язкового оцінювання її стійкості та тривалості, а також захисних ресурсів супротивника. Іноді один з гравців навмисно віддає ініціативу опоненту, отримуючи натомість ряд позиційних або матеріальних переваг. При цьому враховується можливість поступового знешкодження тимчасової ініціативи  супротивника та використання потім отриманих переваг. Найкращим засобом знешкодження ініціативи є контратака.